# تپه خرابه سار
تپه خرابه سار مربوط به دوران‌های تاریخی پس از اسلام است و در استان قزوین، شهرستان آوج، بخش مرکزی، روستای اردلان واقع شده و این اثر در تاریخ ۲۵ اسفند ۱۳۸۰ با شمارهٔ ثبت ۵۰۰۴ به‌عنوان یکی از آثار ملی ایران به ثبت رسیده است.